# Greystorm

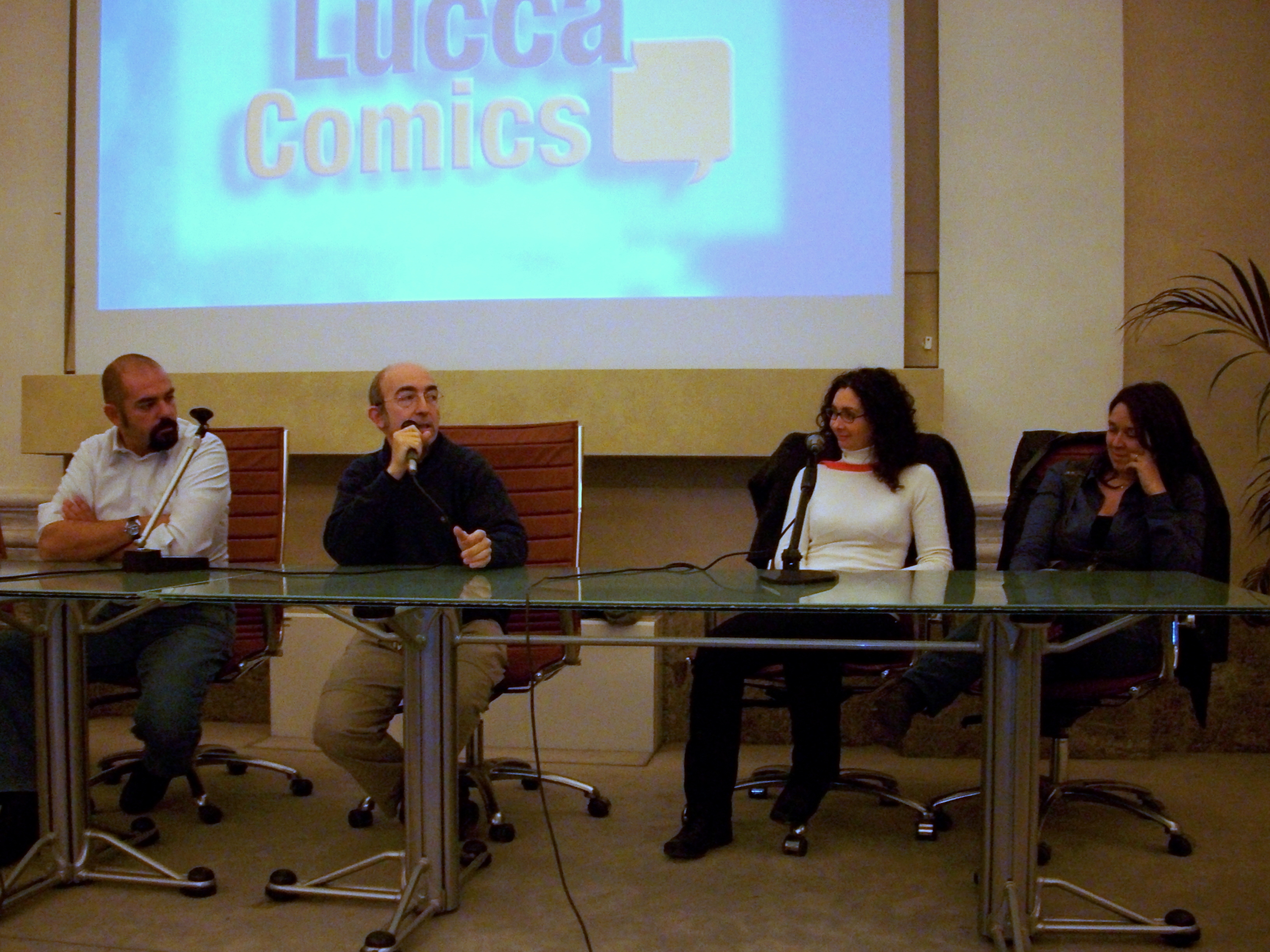
Los creadores de Greystorm, Antonio Serra y Gianmauro Cozzi, junto a las dibujantes Simona Denna y Francesca Palomba, en el Lucca Comics & Games 2009.

Greystorm es una historieta italiana de ciencia ficción y de aventuras de la casa Sergio Bonelli Editore, creada por el guionista Antonio Serra y el dibujante Gianmauro Cozzi.
Fueron editados 12 álbumes mensuales desde octubre de 2009 a septiembre de 2010, más un álbum publicado en la colección Romanzi a fumetti Bonelli en 2016.

## Argumento y personajes
La historia se desarrolla entre los años 1894 y 1919. Robert Greystorm es el hijo único de un rico aristócrata de la Inglaterra victoriana. Experto en mecánica e ingeniería, invierte toda su herencia en proyectos innovadores. Durante los años de universidad conoce a Jason Howard, vástago de una familia de grandes terratenientes, un chico romántico e inocente que tiene un sueño: crear una granja donde el hombre pueda vivir en perfecta armonía con la naturaleza. Entre los dos jóvenes nace una fuerte amistad y estima mutua.
Gracias a la invención del Iron Cloud, una máquina voladora parecida a un dirigible, Robert y Jason llegan a la Antártida once años antes de la expedición Amundsen, donde encuentran la momia de un antiguo ser humano y una zona salvaje donde el clima es anormalmente tropical. Los dos amigos prosiguen su viaje en el Océano Pacífico, donde quedan atrapados en la isla de Makatea durante varios años. Aquí Jason empieza una relación con una sacerdotisa local, Ele'ele, de la que tendrá dos hijos: Hoanui y Mili. Sin embargo, la momia, que han llevado consigo, resulta ser portadora de un parásito parecido a una mosca, que mata a toda la tripulación del Iron Cloud y a algunos indígenas, entre ellos Ele'ele. El único sobreviviente entre los infectados es el mismo Robert Greystorm.
Posteriormente, primero Robert y luego Howard junto a sus hijos vuelven a Londres, al borde de la Primera Guerra Mundial. Poco después de la guerra, Robert, estando parcialmente bajo el control del parásito, se convierte en un esclavo de sus obsesiones ya patológicas. El científico dedica su genio al mal, hasta crear un ejército de seres parecidos a zombis que controla mentalmente.